# فاير فون
فاير فون (بالإنجليزية: Fairphone)‏ هو هاتف ذكي يعمل بنظام أندرويد، تم طرحه في الأسواق في 2013، تم بيع 65000 جهاز منه.

## الخصائص
- نظام التشغيل: أندرويد
- الكاميرا الأمامية: 8 ميجابكسل
- الكاميرا الخلفية: 1.3 ميجابكسل
- الشاشة: إل سي دي
- الوزن: 170 غ (6.0 أونصة)
- المعالج: 1.2 جيجا هرتز رباعي النواة
- الذاكرة: 1 جيجابايت
- التخزين: 16 جيجابايت

## وصلات خارجية
- الموقع الإلكتروني